# Φ (킨키 키즈의 음반)
《Φ》은 KinKi Kids의 10번째 앨범이다. 2007년 11월 14일 발매. 최고순위는 1위이다. 이 앨범 발매는 데뷔 10주년이지나 11년째를 맞이해 '제 2의 데뷔'를 시작하는 의미가 담겨져있어 기존 앨범 타이틀에 사용해왔던 알파벳을 사용하지 않는 타이틀이 되었다. 앨범명인 'Φ'는 1과 0에서 만들어진 문자에 10주년을 맞이해 '0에서의 새로운 시작'이라는 의미와 '공집합'이라는 의미로 'KinKi Kids는 어디에도 속하지 않는 집합체'라는 의미가 담겨있다.
일본 스토어에서 250,000장 판매되었다.

## 수록곡
1. lOve in the Ø
작사: 前田たかひろ(마에다 타카히로)　작곡・편곡: U-Key zone
2. 涙、ひとひら
작사・작곡: 井手コウジ(이데 코우지)　편곡: 鈴木雅也(스즈키 마사야)
KinKi Kids의 26번째 싱글 커플링곡
도모토 코이치 주연 「スシ王子(초밥왕자)」(2007년) 주제가
3. snapshot
작사: Satomi　작곡: 織田哲郎(오다 테츠로)　편곡: 家原正樹(이에하라 마사키)
4. the EDGE of the WORD
작사・작곡: 紅茉來鈴　편곡: 阿部尚徳(아베 요시노리)
5. ラプソディー (통상반에만 수록)
작사・작곡: 成海カズト(나루미 카즈토)　편곡: 大堀薫(오오호리 카오루)
6. 風の色
작사: 秋元康(아키모토 야스시)　편곡: 上松範康(아게마츠 노리야스)　편곡: 上松範康(아게마츠 노리야스)/石塚知生(이시즈카 토모오)
7. Lose Control
작사・작곡・편곡: HIRO
도모토 코이치 솔로곡
8. since 1997
작사・작곡: 米倉利紀(요네쿠라 토시노리)　편곡: yamahiro
9. unchanged.
작사: 紅茉來鈴　작곡・편곡: 大智(다이치)
도모토 쯔요시 솔로곡
10. BRAND NEW SONG
작사・작곡: Gajin　편곡: CHOKKAKU
KinKi Kids의 25번째 싱글
11. 銀色暗号
작사: 堂本剛(도모토 쯔요시)　작곡: 堂本光一(도모토 코이치)　편곡: 吉田建(요시다 켄)
12. ノー・チューンド
작사・작곡: 長瀬弘樹(나가세 히로키)　편곡：長瀬弘樹(나가세 히로키)/齋藤真也(사이토 신야)
13. 永遠に
작사: Satomi　작곡: 德永英明(토쿠나가 히데아키)　편곡: CHOKKAKU
KinKi Kids의 26번째 싱글